# Bahalana exumina
Bahalana exumina là một loài chân đều trong họ Cirolanidae. Loài này được Botosaneanu & Iliffe miêu tả khoa học năm 2002.